# Кавур
Каву̀р (на италиански: Cavour, но гласните се произнасят като на френски, на пиемонтски: Cavur, Кавур) е малък град и община в Метрополен град Торино, регион Пиемонт, Северна Италия. Разположен е на 300 m надморска височина. Към 1 януари 2020 г. населението на общината е 5478 души, от които 391 са чужди граждани.